# Power-on self-test

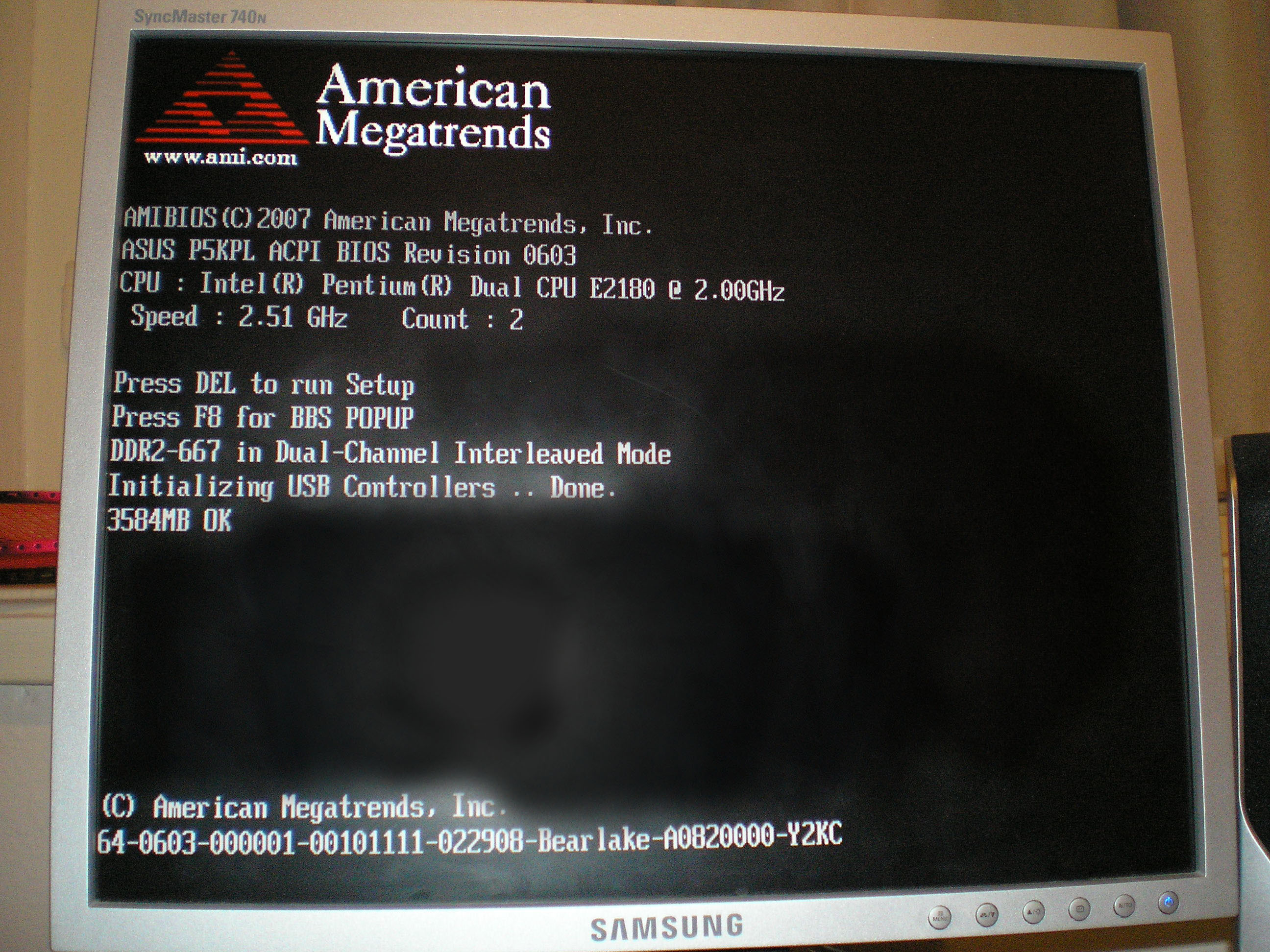
Het eerste stadium van een typische POST (AMI BIOS).

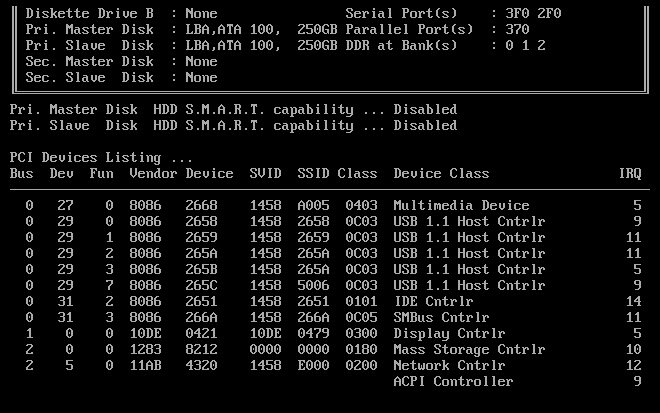
Het tweede stadium van een POST. Soms zie je de boodschap 'Boot from CD' (AMI BIOS).

De Power-On Self-Test (of POST) is een serie tests die een computer of aanverwant apparaat uitvoert wanneer deze wordt aangezet. De POST wordt uitgevoerd door de BIOS en controleert of het RAM, de videokaart, de opslagschijven, toetsenbord en andere hardware normaal functioneren. Wanneer de test goed doorlopen wordt, gaat de computer verder met de opstartprocedure.
Bij het testen moet de POST stapsgewijs te werk gaan. Het zou immers geen zin hebben een foutmelding naar het scherm te schrijven als de aanwezigheid van een videokaart nog niet is vastgesteld. De meest elementaire foutmeldingen kunnen daarom ook als serie pieptonen door het moederbord weergegeven worden. De code voor alles in orde is vaak één kort piepje; iets dat de meeste mensen niet meer op zal vallen als ze hun computer aanzetten.
Wanneer er geen beeld verschijnt op het scherm in het POST-proces, spreekt men van een No POST-scherm.